# Benny Leonard
Benny Leonard, pseudonimo di Benjamin Leiner (New York City, 17 aprile 1896 – 18 aprile 1947), è stato un pugile statunitense.
La International Boxing Hall of Fame lo ha ammesso fra i più grandi pugili di ogni tempo. Nel 1994 e nel 2002 la rivista The Ring lo ha collocato al secondo posto come il miglior peso leggero della storia del pugilato, facendolo precedere soltanto da Roberto Duran. Nella classifica degli 80 migliori pugili di tutte le categorie degli ultimi 80 anni, invece, Ring Magazine lo ha inserito all'8º posto.

## Gli inizi

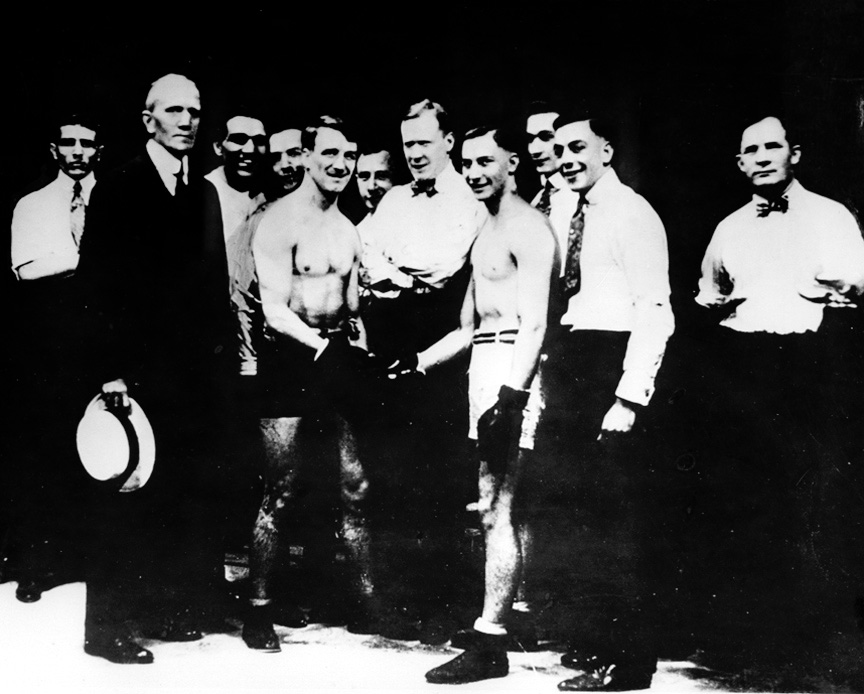
Benny Leonard (a destra) stringe la mano a Jimmy Welsh prima dell'incontro che lo consacrerà Campione del Mondo dei pesi leggeri (28 maggio 1917)

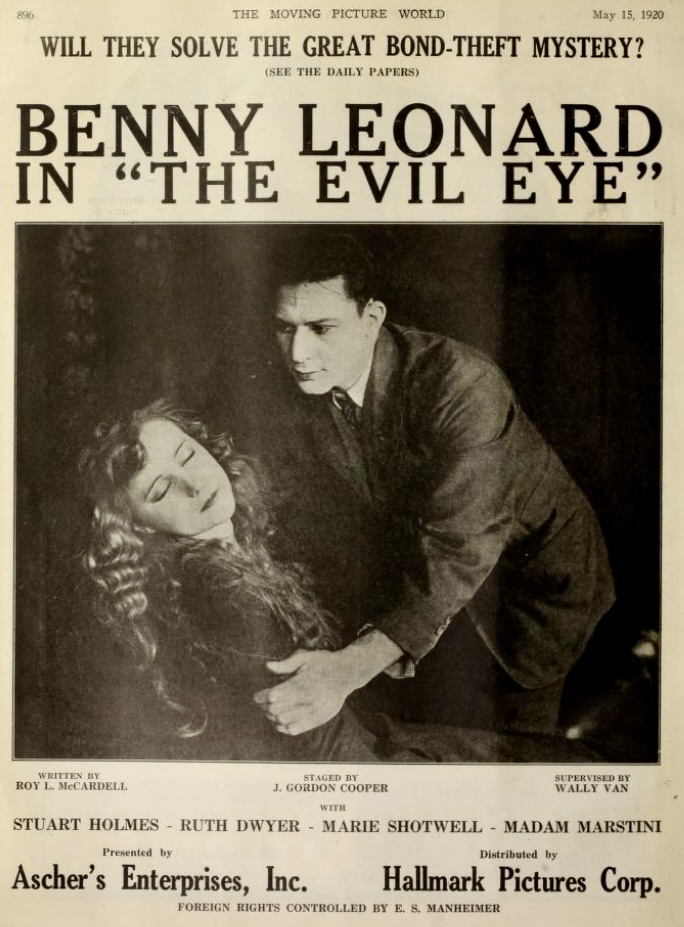
Benny Leonard protagonista del film The Evil Eye (1920)

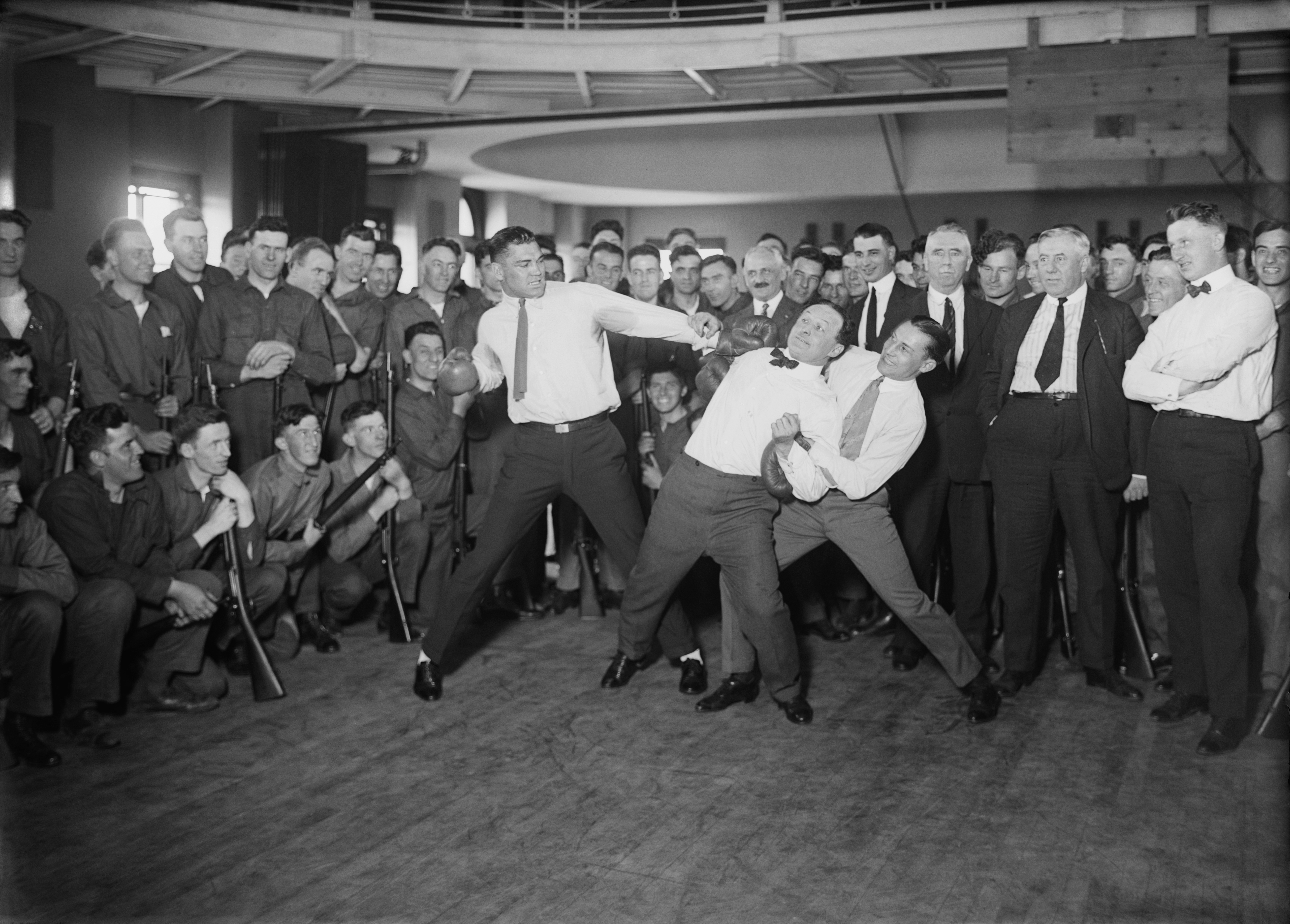
Leonard trattiene Harry Houdini, che simula di essere colpito da Jack Dempsey

Di famiglia ebraica, Benjamin Leiner crebbe nel ghetto di New York, che si trovava ad est della Lower Manhattan, imparando a battersi a pugni in strada.
Dedicatosi seriamente al pugilato, sviluppò un'eccellente tecnica basata su spostamenti veloci sulle gambe, benché fosse anche un potente colpitore.
Per la sua abilità e intelligenza pugilistica si meritò il soprannome di "Ghetto Wizard", il mago del ghetto.
Divenne professionista nel 1911, a soli 15 anni.

## La carriera
Fu campione del mondo dei pesi leggeri dal 1917 al 1923. Il suo record complessivo è penalizzato dalle numerose "newspaper decisions", cioè i verdetti lasciati al giudizio dei giornalisti a bordo ring, come era abbastanza usuale all'epoca. Al netto di tali decisioni, Leonard risulta aver ottenuto 89 vittorie su 99 incontri, 6 sconfitte (5 prima del limite) e un pari. La sua percentuale di incontri vinti prima del limite assommerebbe al 70,71%.
Il 28 maggio 1917, a New York, Leonard e il campione in carica Freddie Welsh si batterono per il campionato mondiale dei pesi leggeri. Al 9º round Leonard atterrò tre volte il pugile gallese, vincendo l'incontro per KOT e appropriandosi del titolo.
Due mesi più tardi Leonard mise KO al 3º round anche Johnny Kilbane e, nell'ottobre del 1917, dopo un intermezzo di altri sei incontri vittoriosi, batté Jack Britton ai punti.
Tra una miriade di match con pugili di minor valore, ne incontrò molti invece di eccellenti. Peso leggero naturale, nel 1918 tentò una prima volta la scalata al titolo mondiale dei Pesi welter ma  pareggiò un match di 8 riprese con Ted "Kid" Lewis. 
Nel 1919 batté ai punti Johnny Dundee, che incontrò nuovamente pochi mesi più tardi, pareggiando, e un'altra volta ancora battendolo di nuovo ai punti. Lo incontrò nuovamente nel 1920, battendolo di nuovo ai punti. Il match contro Richie Mitchell del 14 febbraio 1921 da lui vinto per KO al 6º round, è stato inserito al 50º posto nella lista compilata dalla rivista Ring Magazine dei 100 più grandi combattimenti di tutti i tempi con titolo in palio.
Sempre detenendo il titolo mondiale dei leggeri, il 26 giugno 1922 Leonard tentò nuovamente la scalata a quello dei Pesi welter contro Jack Britton, che aveva in precedenza già battuto. Fu uno dei campionati mondiali più controversi della storia del pugilato. In svantaggio ai punti, nel 12º e 13º round Leonard mise in seria difficoltà il più pesante Britton, facendolo barcollare e poi cadere sulle ginocchia, per atterrarlo subito dopo con un colpo che gli procurò la squalifica al 13º round e diede la vittoria all'avversario.
Nel 1924, a soli 28 anni, Leonard si ritirò una prima volta dal pugilato, con ancora indosso la cintura mondiale dei pesi leggeri. Lo fece, semplicemente, perché sua madre glielo aveva chiesto. Nella crisi finanziaria del 1929, però, perse gran parte della considerevole fortuna che aveva accumulato con il pugilato. 
Nel 1931, dopo sette anni di interruzione, salì nuovamente sul ring, al limite dei pesi dei welter. Leonard era ormai lontano dall'essere il pugile di una volta, pur vincendo tutti gli incontri, con un solo pari. Sinché s'imbatté in Jimmy McLarnin, futuro campione mondiale della categoria che, il 7 ottobre 1932, lo mise KO al 6º round mettendo così definitivamente fine alla sua carriera.

## Caratteristiche tecniche
Clay ante litteram, Leonard combatteva irridendo gli avversari. Uno dei suoi più famosi rivali, Lew Tendler, affermò che Leonard gli aveva fatto perdere un incontro valido per il titolo mondiale sussurrandogli parole sconcertanti tra i pugni. La versione di Leonard fu: "Mi colpì sopra all'occhio con un sinistro e io sentii le ginocchia che mi cedevano. 'Bel colpo, Lew', gli dissi in tono amichevole, e questo fece in modo che l'incontro si spostasse su tutto un altro piano. Lew ringhiò: 'Piantala. Alzati e combatti.' Ma io gli feci cenno con una mano di aspettare, e ribattei: 'No, Lew. È stato proprio un bel colpo. Davvero.' Lew si fermò ancora un attimo, e nel frattempo io mi ero ripreso."
Prima del combattimento con Richie Mitchell, l'arbitrò spiegò ai pugili la nuova regola che stabiliva che dopo aver inflitto un KD all'avversario, il pugile deve andare nell'angolo più lontano. Leonard esternò subito la propria perplessità. "Fammi capire bene, ogni volta che lo stendo, devo andare nell'angolo nell'angolo più lontano?". Mitchell sembrava nervoso. Leonard lo mise KO al 6º round, dopo che l'avversario lo aveva steso nel 1º.
 Archiviato il 23 maggio 2011 in Internet Archive.

## Carriera cinematografica
Leonard frequentò anche il cinema, girando come attore - dal 1920 al 1925 - un paio di lungometraggi e alcuni cortometraggi. Collaborò anche alla sceneggiatura di un film e apparve, come personaggio sportivo, in alcuni documentari e film televisivi.

## La tragica morte
Dopo il ritiro Leonard seguì un'importante squadra statunitense di hockey su ghiaccio. Più avanti con gli anni, divenne un popolare arbitro di pugilato. Dopo aver arbitrato i primi sei incontri di una riunione svoltasi il 18 aprile 1947 alla St. Nicholas Arena di New York, fu colpito da un attacco cardiaco, durante il 1º round del 7º incontro. Cadde al tappeto e morì sul ring.

## Film
- The Evil Eye, regia di J. Gordon Cooper e Wally Van - serial (1920)
- Flying Fists, regia di Lawrence C. Windom (1924)